# Mabuya
Genre
Mabuya est un genre de sauriens de la famille des Scincidae.

## Répartition
Les espèces de ce genre sont endémiques des Antilles.

## Liste des espèces
Selon The Reptile Database (12 juin 2017) :
- Mabuya cochonae Hedges & Conn, 2012
- Mabuya desiradae Hedges & Conn, 2012
- Mabuya dominicana Garman, 1887
- Mabuya grandisterrae Hedges & Conn, 2012
- Mabuya guadeloupae Hedges & Conn, 2012
- Mabuya hispaniolae Hedges & Conn, 2012
- Mabuya mabouya (Bonnaterre, 1789)
- Mabuya montserratae Hedges & Conn, 2012
- Mabuya parviterrae Hedges, Lorvelec, Barré, Berchel, Combot, Vidal & Pavis, 2016

## Écologie et Histoire naturelle

### Morphologie
En comparaison avec les autres espèces néotropicales de lézards, les mabouyas sont des scinques de taille petite à moyenne, dont la longueur « tête-cloaque » varie approximativement de 6 à 12 cm. Leur silhouette est plus ou moins serpentiforme, avec des membres relativement réduits munis de cinq doigts à chaque extrémité. La surface corporelle est lisse, brillante et recouverte d’ostéodermes. La couleur des mabouyas est généralement terne (gris, marron, ocre…) avec des bandes longitudinales sombres et d’autres claires. 

### Biotopes
Grâce aux caractéristiques morphologiques précédemment citées, les mabouyas peuvent se déplacer par ondulation latérale, et glisser rapidement entre les herbes et la litière du sol. Bien que vivant à même le sol, ils grimpent cependant très facilement sur les murs ou les troncs d’arbres. Ce sont des lézards diurnes et héliophiles, appréciant préférentiellement les écotones et les zones anthropisées pour peu que celles-ci soient jonchées d’obstacles tels que des troncs d’arbres couchés, des murets, des buissons ou des tas de détritus. 

### Alimentation
Les mabouyas sont tous exclusivement carnivores, se nourrissent essentiellement d’invertébrés, principalement des arthropodes et des gastéropodes. Certains spécimens de plus grosse taille peuvent également s’attaquer à de petits vertébrés, notamment d’autres lézards.

### Reproduction
Toutes les espèces dont on connaît le mode de développement sont vivipares. Le placenta chorio-allantoïque est hautement spécialisé, et ressemble par convergence au placenta mammalien, presque tous les nutriments nécessaires au développement de l’embryon provenant de transfert entre la mère et le fœtus. De ce fait, cette caractéristique semble pouvoir être généralisable à toutes les espèces du genre, et constituer une synapomorphie du groupe. La gestation dure de neuf à douze mois, et le nombre de petits par portée varie de 2 à 9 en fonction des espèces.

## Taxinomie
Depuis sa publication originale jusqu’à très récemment, le nom de genre Mabuya Fitzinger, 1826 fut employé pour désigner de nombreuses espèces de Scincidae à répartition quasi pantropicale et subtropicale. Plus de 110 espèces réparties en Afrique, à Madagascar, en Asie, en Océanie et en Amérique (mais absentes d’Australie) ont approximativement été recensées par Greer & Broadley (2000). Ce n’est qu’au cours de la dernière décennie, que des travaux moléculaires entrepris par différentes équipes ont mis en évidence la nature hétérogène et artificielle de ce genre.   
En 2002, Mausfeld et al.  ont réalisé une analyse phylogénétique du genre Mabuya à une échelle mondiale, afin de réviser la taxinomie problématique de ce genre. Ce travail (également basé sur les ARNr 12S et 16S) met en évidence l’existence de quatre lignées monophylétiques correspondant chacune à une radiation géographique. Ces mêmes auteurs scindent le genre Mabuya en autant de genres distincts : Chioninia Gray, 1845 pour la lignée capverdienne ; Euprepis Wagler, 1830 pour le clade afro-malgache (incluant également Mabuya atlantica, endémique de l’île de Fernando de Noronha, au large du Brésil, et qui secondairement aurait traversé par radeau l’Océan Atlantique) ; Eutropis Fitzinger, 1843 pour celui asiatique ; Mabuya étant désormais exclusivement réservé au clade américain, l’espèce type du genre, Mabuya mabouya (Lacepède, 1788), étant originaire des Antilles. 
Peu après la publication de ce travail, Bauer (2003) soulève un problème nomenclatural dans cette classification : la plus vieille dénomination du genre Euprepis Wagler, 1830 correspond en fait à un taxon néotropical (et non africain), ce qui place ce dernier en synonymie du genre Mabuya sensu stricto. Afin que cette classification soit en accord avec les règles édictées par le code de nomenclature zoologique, Bauer propose de remplacer Euprepis par Trachylepis Fitzinger, 1843 pour les espèces afro-malgache.
À la suite des travaux de Hedges & Conn, 2012, le genre est réorganisé pour ne contenir plus que des espèces des Antilles

## Étymologie
Mabuya un nom féminin dérivé du même nom utilisé par les peuples autochtones des Amériques, en particulier des Antilles, pour désigner différents types de lézards.

## Publication originale
- Fitzinger, 1826 : Neue Classification der Reptilien nach ihren natürlichen Verwandtschaften nebst einer Verwandschafts-Tafel und einem Verzeichnisse der Reptilien-Sammlung des K. K. Zoologischen Museums zu Wien J. G. Heubner, Wien, p. 1-66 (texte intégral).